# يمازو
يمازو (باليابانية: 山添村) هي قرية تقع في مقاطعة يامابي، محافظة نارا، اليابان.
يُقدر التعداد السكاني للقرية لعام 1 أكتوبر 2007بـ4424 نسمة، بكثافة سكانية تبلغ 66.47 شخص لكل كيلومتر مربع. مجموع المساحة يبلغ 66.56 كيلومتر مربع.

## روابط خارجية
- الموقع الرسمي (باليابانية)